# Poddębice (gromada)
Poddębice (do 31 XII 1969 Praga) – dawna gromada, czyli najmniejsza jednostka podziału terytorialnego Polskiej Rzeczypospolitej Ludowej w latach 1954–1972.
Gromady, z gromadzkimi radami narodowymi (GRN) jako organami władzy najniższego stopnia na wsi, funkcjonowały od reformy reorganizującej administrację wiejską przeprowadzonej jesienią 1954 do momentu ich zniesienia z dniem 1 stycznia 1973, tym samym wypierając organizację gminną w latach 1954–1972.
Gromada Poddębice z siedzibą GRN w mieście Poddębice (nie wchodzącym w jej skład) powstała 1 stycznia 1970 w powiecie poddębickim w woj. łódzkim w związku z przeniesieniem siedziby GRN gromady Praga z Pragi do Poddębic i zmianą nazwy jednostki na gromada Poddębice.
Gromada przetrwała do końca 1972 roku, czyli do kolejnej reformy gminnej. 1 stycznia 1973 w powiecie poddębickim reaktywowano zniesioną w 1954 roku gminę Poddębice (do 1954 gmina Poddębice znajdowała się w powiecie łęczyckim).